# Kovajärvi (sjö i Norra Österbotten, lat 65,80, long 29,78)
Kovajärvi är en sjö i Finland. Den ligger i kommunen Kuusamo i landskapet Norra Österbotten, i den nordöstra delen av landet, 700 km norr om huvudstaden Helsingfors. Kovajärvi ligger 285,1 meter över havet. Den ligger vid sjöarna Naamankajärvi och Lusminki. Den är 7,89 meter djup. Arean är 91,2 hektar och strandlinjen är 4,97 kilometer lång. Sjön  ingår i Kems huvudavrinningsområde. 